# Chambre de commerce britannique d'Estonie
 (mai 2024).
La Chambre de commerce britannique d'Estonie (British Estonian Chamber of Commerce ou BECC) est une ONG fondée en 1996 dans le but de rassembler les communautés d'affaires britanniques et estoniennes en Estonie. Ses bureaux sont basés à Tallinn, la capitale de l'Estonie.
La Chambre de commerce britannique d'Estonie est membre du Conseil des chambres de commerce britanniques en Europe (Council of British Chambers of Commerce in Europe ou COBCOE) et du Conseil des investisseurs étrangers en Estonie (Foreign Investors Council in Estonia ou FICE). La Chambre de commerce britannique d'Estonie organise des séminaires et conférences d'affaires mensuels ainsi que des événements de réseautage d'affaires.

## Missions commerciales et SmartEST
La BECC organise chaque année une mission commerciale (en) pour des hommes politiques et des hommes d'affaires estoniens au Royaume-Uni. Cela comprend une conférence commerciale (sous leur logo SmartEst) à laquelle les homologues britanniques sont invités à assister et à rencontrer la délégation estonienne.
La conférence commerciale SmartEST 2010 « Nouvelle Estonie nordique » s'est tenue à Édimbourg, en Écosse, le 13 septembre à la Bibliothèque de signes Signet Liabrary (en). La conférence commerciale SmartEST 2011 « L'Estonie après avoir rejoint la zone euro et l'OCDE » s'est tenue le 16 septembre à la Mansion House, la résidence officielle du lord-maire de la Cité de Londres.

## Bénévolat
Le BECC organise régulièrement des événements de collecte de fonds pour des causes caritatives en Estonie. Ils font un don de plus de 5 000 € à l'Association estonienne de la fibrose kystique en janvier 2012.